# ФК ГКС Белхатов
ГКС Белхатов (пољ. GKS Bełchatów; [bɛwˈxatuf]ⓘ) је фудбалски клуб из Пољске. Основан је 1977. године, а седиште клуба је у Белхатову. До 31. јануара 2002. године клуб је радио као спортско друштво, да би од 1. фебруара почео да ради као спортско акционарско друштво. Тренутно се такмичи у Првој лиги Пољске, другом по рангу пољском шампионату у фудбалу.

## Успеси
- Екстракласа
  - Друго место (1): 2006/07

- Куп Пољске
  - Финалиста (2): 1995/96, 1998/99

- Куп Естракласа
  - Финалиста (1): 2007

- Суперкуп Пољске
  - Финалиста (1): 2007

## Успеси клуба у Екстракласи
| Сезона            | Освојено место |
| ----------------- | -------------- |
| 1995/96           | 13             |
| 1996/97           | 15 (испадање)  |
| 1997/98           | II лига        |
| 1998/99           | 15 (испадање)  |
| 1999/00 - 2004/05 | II лига        |
| 2005/06           | 10             |
| 2006/07           | 2              |
| 2007/08           | 9              |

## Учешће на европским куповима
Клуб је дебитовао на европским такмичењима 19. јула 2007. године играјући утакмицу у Купу УЕФА против грузијског клуба ФК Амери Тбилиси груз. Ameri Tbilisiкога је победио резултатом 2:0 на домаћем терену. Другу утакмицу је изгубио резултатом 2:0, али је у извођењу пенала био бољи победивши 4:2 тако да је обезбедио пласман у други круг кфалификација. У другом колу ГКС Белхатов је играо са украјинским клубом ФК Дњипро Дњипропетровск (укр. ФК Днипро Днiпропетровськ). Прва утакмица је завршена резултатом 1:1 док је друга, играна у Пољској завршена победом украјинског клубба резултатом 2:4.
| Датум                             | Врста утакмице | Коло                                    | Противник                        | Резултат прве утакмице | Резултат друге утакмице   | Победник     |
| --------------------------------- | -------------- | --------------------------------------- | -------------------------------- | ---------------------- | ------------------------- | ------------ |
| 19. јул 2007. 2. август 2007.     | Куп УЕФА       | Прво коло кфалификација за групну фазу  | Амери Тбилиси (Грузија)          | 2:0                    | 0:2 (после пенала 4:2)    | ГКС Белхатов |
| 16. август 2007. 30. август 2007. | Куп Уефа       | Друго коло кфалификација за групну фазу | Дњепро Дњепропетровск (Украјина) | 1:1                    | 2:4 Дњипро Дњипропетровск |              |

## Тренутни састав
Састав од 1. марта 2008.
| Позиција | Бр. | Име                            | Држава   | Датум рођења       | У клубу од | Претходни клуб                     |
| -------- | --- | ------------------------------ | -------- | ------------------ | ---------- | ---------------------------------- |
| Г        | 27  | Кшиштоф Дамјан Козик (пољ. )   | Пољска   | 09.01. 1982.       | 2007.      | ФК Пјаст Гљивице (пољ. )           |
| Г        | 1   | Пјотр Лех (пољ. )              | Пољска   | 18.06. 1968.       | 2006.      | ФК Горњик Забже (пољ. )            |
| Г        | 12  | Лукаш Сапела (пољ. )           | Пољска   | 21.09. 1982.       | 2000.      | питомац клуба                      |
| Г        | 45  | Домињик Кисјел (пољ. )         | Пољска   | 15.04. 1990.       | 2008.      | питомац клуба                      |
| О        | 33  | Павел Магдоњ (пољ. )           | Пољска   | 13. новембра 1979. | 2007.      | ФК Висла Плоцк (пољ. )             |
| О        | 3   | Јацек Попек (пољ. )            | Пољска   | 20.08. 1978.       | 2000.      | ФК Висла Плоцк (пољ. )             |
| О        | 5   | Павел Стронк (пољ. )           | Пољска   | 24.03. 1983.       | 2005.      | ФК Заглембје Лублин (пољ. )        |
| О        | 6   | Едвард Цецот (пољ. )           | Пољска   | 01.07. 1974.       | 2004.      | ФК Рух Хожов (пољ. )               |
| О        | 7   | Маћеј Столарчик (пољ. )        | Пољска   | 15.01. 1972.       | 2007.      | ФК Висла Краков (пољ. )            |
| О        | 15  | Даријуш Пјетрасјак (пољ. )     | Пољска   | 12.02. 1980.       | 2003.      | ФК Островјец Свјентокшиски (пољ. ) |
| О        | 15  | Гжегож Фонфара (пољ. )         | Пољска   | 08.06. 1983.       | 2004.      | ГСК Катовице (пољ. )               |
| О        | 21  | Лукаш Гаргула (пољ. )          | Пољска   | 25.02. 1978.       | 2005.      | Полар Вроцлав (пољ. )              |
| С        | 8   | Томаш Јажембовски (пољ. )      | Пољска   | 16. октобра 1978.  | 2005.      | ФК Легија Варшава (пољ. )          |
| С        | 30  | Лукаш Боћан (пољ. )            | Пољска   | 29.05. 1988.       | 2006.      | ФК Влокњаж Пабјањице (пољ. )       |
| С        | 20  | Кшиштоф Михалак (пољ. )        | Пољска   | 15.04. 1987.       | 2004.      | питомац клуба                      |
| С        | 23  | Томаш Вробел (пољ. )           | Пољска   | 10.07. 1982.       | 2005.      | Горњик Полковице (пољ. )           |
| С        | 24  | Јакуб Тосик (пољ. )            | Пољска   | 21.05. 1987.       | 2004.      | ФК Влокњаж Зелов (пољ. )           |
| С        | 20  | Патрик Рахвал (пољ. )          | Пољска   | 27.01. 1981.       | 2007.      | ФК Висла Плоцк (пољ. )             |
| С        | 53  | Матеуш Цетнарски (пољ. )       | Пољска   | 06.07. 1988.       | 2007.      | УКС СМС Балуч (пољ. )              |
| С        | 11  | Кшиштоф Јанус (пољ. )          | Пољска   | 25.03. 1986.       | 2008.      | ФК Гавин Кролевска Вола (пољ. )    |
| Н        | 17  | Давид Новак (пољ. )            | Пољска   | 30. новембра 1984. | 2005.      | ФК Здрој Ћехоћинек (пољ. )         |
| Н        | 80  | Јануш Ђеђиц (пољ. )            | Пољска   | 18.06. 1980.       | 2007.      | Арка Гдиња (пољ. )                 |
| Н        | 9   | Карло Јаир Костли Молина шп. ) | Хондурас | 18.07 1982.        | 2007.      |                                    |
| Н        | 29  | Маријуш Завођињски (пољ. )     | Пољска   | 11.02. 1989.       | 2007.      | питомац клуба                      |
| Н        | 60  | Гжегож Кусвик (пољ. )          | Пољска   | 23.05. 1987.       | 2007.      | Гавин Кролевска Вола (пољ. )       |
| Н        | 25  | Маријуш Ујек (пољ. )           | Пољска   | 6. децембра 1977.  | 2005.      | ФК Заглембје Сосновјец (пољ. )     |